# Palacios de Augustusburg y Falkenlust

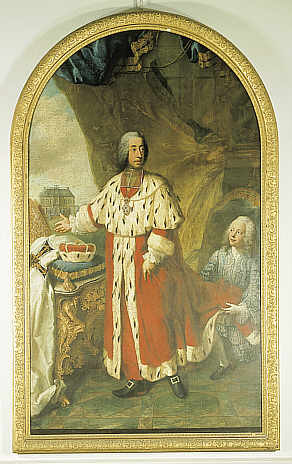
Georges Desmarées: Clemente Augusto de Sajonia, 1746.

Los Palacios de Augustusburg y Falkenlust se encuentran en la ciudad de Brühl, en el estado federado de Renania del Norte-Westfalia de Alemania, muy cerca de la ciudad de Colonia. Son dos de los monumentos más significativos de los estilos barroco y rococó de Alemania. Fueron palacios de los príncipes-arzobispos de Colonia durante el siglo XVIII.
Desde 1984, ambas edificaciones están inscritas como monumentos del Patrimonio de la Humanidad de la Unesco.

## Localización
El palacio de Augustusburg se encuentra al este de la ciudad de Brühl. El palacio de Falkenlust, que era originalmente un pabellón de caza del primero, se encuentra unido a este por una avenida que atraviesa un jardín.

## Historia
Ya en el siglo XII los arzobispos de Colonia poseían en esta localización una hacienda con un bosque para la caza. En el año 1284 el arzobispo Siegfried comenzó a construir aquí un castillo rodeado de un foso, que finalizó en 1298. Bajo el arzobispo Walram este castillo fue reforzado. El castillo existió hasta 1689 cuando los franceses lo hicieron volar por los aires.

### Construcción de los palacios
El arzobispo Clemente Augusto de Baviera (1700-1761), que pertenecía a la Dinastía de los Wittelsbach, ordenó construir en el lugar donde se encontraban las ruinas antes comentadas, el palacio de Augustusburg. Las obras comenzaron en 1725 según los planos del arquitecto Johann Conrad Schlaun de Westfalia.